# 浙江卫视
浙江衛視（全称浙江电视台卫星频道，正式名称浙江电视台综合频道，原名浙江电视台新闻综合频道），是浙江广播电视集团旗下的卫星综合频道，于1994年1月1日上星播出。在中国大陆因收视率与湖南卫视、东方卫视、江苏卫视旗鼓相当且这四个卫视时常位居省级卫视收视率的前四名而被民众从整体上习惯性地称为四大卫视。浙江卫视具有代表性的节目有奔跑吧、中国好声音等。
在2017年“亚洲电视品牌10强”中，浙江卫视母公司浙江广播电视集团跃居亚洲电视品牌第五（CCTV、HBS、NHK、凤凰卫视、ZRTG）。

## 发展历程

### 创办初期
1994年1月1日，浙江电视台第一套节目（4频道）成功通过亚太一号卫星传送，是中国较早实现上星播出的省级电视台。频道发展初期以主打新闻及人文类节目为主。
| 05:00-06:00 | 檢驗圖                             |
| 06:00-06:01 | 开台                               |
| 06:00-06:55 | 浙江电视台新闻综合频道开台大酒会   |
| 07:00-08:55 | 早间新闻                           |
| 09:00-11:55 | 情感剧场                           |
| 12:00-12:25 | 午间新闻，天气预报                 |
| 12:30-16:25 | 情感剧场                           |
| 16:30-17:25 | 资讯信息                           |
| 17:30-17:55 | 东部经济                           |
| 18:00-18:25 | 今日证券                           |
| 18:30-18:55 | 浙江卫视新闻，天气预报             |
| 19:00-19:30 | 中国中央电视台新闻综合频道新闻联播 |
| 19:33-20:15 | 黄金剧场                           |
| 20:35-20:55 | 黄金时间                           |
| 21:00-21:25 | 今日要闻                           |
| 21:30-21:55 | 东部经济                           |
| 22:00-22:25 | 今日证券                           |
| 22:30-22:55 | 晚间新闻，天气预报                 |
| 23:00-23:45 | 星夜剧场                           |
| 00:00-00:25 | 最后新闻                           |
| 00:30-00:55 | 英语新闻                           |
| 01:00-01:55 | 星夜剧场                           |
| 01:55-02:00 | 再见、檢驗圖                       |
1995年5月，在全国开始实行双休日制度后，浙江卫视成立周末编辑部，8月5日起，在全国率先开设“浙江卫视周末版”，开发双休日白天时段，在周六日7时至17时分为四大板块，交叉播出自制栏目和影视剧，周六上午播出生活服务节目《家庭百事》，下午播出文娱节目《文化公园》，周日上午播出新闻节目《时事圈点》，下午播出文娱节目《轻松驿站》，同时联合社会力量合办《江南好》《天天315》《名医门诊》《浙江一镇》等栏目，此后，又相继推出新闻节目《观点》《目击》《每周关注》。1997年8月，《轻松驿站》改版为互动栏目剧《人生AB剧》。1999年，浙江卫视继续尝试白天时段大板块节目编排，4月1日起在周一至五早上7点到12点开设“浙江卫视健康版”，推出《浙江卫视医院》《新生活参考》《健康新闻》等健康栏目，5月10日起在周一、三至五下午2时至4时30分开设“浙江卫视戏剧版”，播出越剧及戏迷节目，周二下午为“浙江卫视钱江版”，播出钱江电视台（现浙江电视台钱江频道）自制节目，成为当时中国大陆少数在周二下午播出节目的地方台之一。2001年3月3日，“浙江卫视周末版”分拆出“浙江卫视旅游版”，在周日播出九小时旅游节目，主要节目包括《江南好》《信天游》《旅游周刊》《超能e世纪》《一个人的风景》《美景全搜索》等。
2003年，浙江卫视开始实施频道化运作，成立营销中心和大型活动组。2004年，浙江卫视定位为以“娱乐财富”为主要风格的全国性的卫视频道，并与同为“财富”定位的广东卫视组建全国首个跨地域省级卫星电视频道联盟，制作推出大型电视栏目《娱乐财富》，并在周一至周六每晚十点打造“财富地带”节目带。
2005年9月，浙江卫视宣布联合七家知名企业启动“七剑出江南”企划，发起“铸剑行动”，斥资一亿，面向全国倾力征集优秀节目创意，引入优秀电视制作人和主持人，组建七个优秀电视制作团队，打造七个晚间高收视强档节目或强势大型活动。11月，“七剑”节目带正式亮相，包括曹启泰、朱丹、胡可主持的脱口秀《太可乐了》、奇人绝技展示节目《奇开得胜》、创业真人秀《天生我才》、减肥真人秀《瘦身男女》、恋爱真人秀《让我们结婚吧》、相亲节目《男孩女孩》、明星访谈节目《爱问明星》。同时，浙江卫视以总价3400万、单集85万购得电视剧《雪山飞狐》的播映权，创下当时国内电视剧播映权单集及总价的最高纪录。
2006年初，《浙江卫视新闻》全新改版，正式改名为《浙江新闻联播》，晚间强档新闻节目《新闻超视》从每晚9点半调整到6点，“七剑”节目带的《太可乐了》《奇开得胜》《男孩女孩》先后首播。2006年1月16日，浙江卫视首创的“4＋1”电视剧购播模式正式启动，此模式将联合其他3家省级卫视以及1家地面频道共同出资购买电视剧，共享剧集首轮播映权，打破了此前国产电视剧先在央视或各级地面频道一轮首播、再在卫视上星播出的惯例。
2007年1月，推出情景栏目剧《三个女人一台戏》，3月，推出全国首档母子互动节目《母爱总动员》。5月，与浙江影视集团合办体育竞技真人选秀节目《梦想奥运真男孩》。2007年国庆黄金周，《太可乐了》推出七期特别节目《我爱记歌词》，这档脱胎于美国NBC《合唱小蜜蜂》的音乐互动综艺节目大受欢迎，比浙江卫视以往同时段节目平均收视高出280%，刷新了浙江卫视栏目收视纪录，10月26日起成为固定周播节目，在每周五晚9时21分的黄金时段播出。这是浙江卫视第一档真正意义上拥有全国影响力的综艺节目，被国家广电总局作为典型节目形态向全国推荐，获得《综艺》、《新周刊》等杂志的年度综艺节目奖，并在全国掀起了“音乐K歌”类节目风潮。

### 中国蓝时期
2008年8月3日，时任浙江电视台教育科技频道总监的夏陈安调任浙江卫视频道总监（取代原总监陈立波），提出“两年内收视排名进入全国省级卫视前三”的目标。8月25日晚8时25分，浙江卫视现场直播《最爱中国蓝——浙江卫视新概念揭幕晚会》，确立“中国蓝”品牌，并成立国内首个电视主持人经纪机构“蓝星制造”，对主持人实行艺人化管理。经过短短22天的改版改制后，浙江卫视收视率在2008年9月进入全国省级卫视第四，10月份跃升省级卫视前三。11月15日，推出综艺娱乐节目《娱乐星空》第一季《爱唱才会赢》。12月14日，与华谊兄弟合作举办电影《非诚勿扰》首映庆典。
2009年1月2日，推出戏曲综艺节目《更生更有戏》。1月24日，推出《娱乐星空》第二季《我是大评委》，与《我爱记歌词》《爱唱才会赢》组成周末“综艺三剑客”。2月9日，《更生更有戏》元宵特别节目取得2.391%的收视，打破了由《我爱记歌词》创下的浙江卫视中国蓝自办栏目的收视纪录。3月2-8日，连续七天在晚间黄金档现场直播大型音乐活动“2009全国麦霸英雄汇”。4月16日，举行“综艺六脉神剑”发布会，宣布推出“新综艺三剑客”美食节目《爽食赢天下》、舞蹈节目《越跳越美丽》、脱口秀《小武向前冲》，与原有节目组成“综艺6+1”晚间综艺节目带，5月起，《爽食赢天下》《越跳越美丽》先后开播，原《小武向前冲》档期由水上竞技节目《关我最棒》接替。8月23日-28日，为庆祝“中国蓝”诞生一周年，推出“中国蓝欢庆周”系列主题活动，8月28日，举行“星耀中国蓝”庆典晚会，并发布吉祥物“蓝巨星”和刘德华演绎的台歌《海阔天空一路是蓝》。并成立蓝巨星国际传媒，9月28日起，在晚间自办节目时段实行高标清同播。12月3日，推出平民笑星娱乐节目《谁笑到最后》，与新老“综艺三剑客”组成晚间21:21节目带“娱乐纵贯线”。
2010年3月，浙江卫视推出历时三年、耗资千万制作的大型纪录片《西湖》。2010年5月，推出婚恋交友类节目《为爱向前冲》，6月接广电总局整顿通知后停播。7月23日推出音乐选秀节目《非同凡响》。8月2日，推出新闻评论节目《新闻深一度》。8月28日，举行“星耀中国蓝”两周年庆典晚会。11月，推出婚恋交友节目《爱情连连看》、夫妻竞技节目《婚姻保卫战》。
2011年1月1日，推出大型室内综艺节目《快乐蓝天下》。4月2日，引进BBC《就在今夜》节目，推出《快乐蓝天下》第二季《中国梦想秀》。8月28日，举行“追梦中国蓝”三周年庆典晚会。10月8日，《中国梦想秀》从《快乐蓝天下》独立成常规节目，并播出第二季。11月3日，浙江卫视首次举行“梦想中国蓝”广告招标大会，11月11日11:11，浙江卫视推出“2012全新节目测试版”12小时特别直播节目，并宣布以后每年的11月11日为频道的“青春梦想日”。
自广电总局发出限娱令后，2012年起，浙江卫视除保留周五、周六黄金时段综艺时段外，原周间21:21节目带改为人文节目及生活服务类节目，其他黄金档综艺节目则移至晚上十点后播出。4月，周立波加盟的《中国梦想秀》第三季开播，同时浙江卫视推出“第一梦想频道”概念。7月，引进荷兰《The voice》节目模式，推出与灿星传媒合作制作的音乐真人秀节目《中国好声音》，播出后反响热烈，迅速成为现象级节目。9月1日，举办“中国蓝迈向五周年”晚会，发布由陈奕迅演唱的台歌《梦想天空分外蓝》。9月30日，《中国好声音》巅峰之夜以分段收视破6%、分段收视份额近30%的成绩，创造了浙江卫视开播以来的最高收视记录，也创下自《2005年超级女声》后全国卫视综艺节目最高收视纪录。自此，浙江卫视稳居全国卫视一线阵营之列。
2013年1月，为表彰浙江卫视在宣传文化领域作出的突出贡献，浙江省人民政府决定给予浙江卫视记集体一等功。年内先后引进版权制作益智竞技节目《王牌碟中谍》、盲选约会节目《转身遇到TA》、跳水真人秀节目《中国星跳跃》，以及推出由吴小莉主持的商界访谈节目《与卓越同行》、明星子女竞技节目《我不是明星》、明星亲子互动节目《人生第一次》《星星知我心》。
2014年6月，浙江卫视与韩国SBS电视台签约，制作大热综艺节目《Running man》的中国版本。7月12日，推出美食真人秀《十二道锋味》。10月7日，《中国好声音》第三季收官，最后一期收视高达6.511%，打破了《中国好声音》首季巅峰之夜创造的收视记录。10月10日，中韩合制的《奔跑吧兄弟》首播，以黑马之势走红荧屏，随即掀起国内户外竞技真人秀热潮。
2015年2月，频道总监夏陈安辞职，由副总监王俊接任。4月17日，《奔跑吧兄弟》播出第二季，首期以4.794%创下中国电视史上综艺节目首播最高记录，因收视率居高不下，成为浙江卫视史上在一年内连播三季的季播综艺节目。7月17日，《中国好声音》第四季开播，首期收视高达5.31%，短短三个月内再次刷新中国电视史上综艺节目首播最高记录，最后一期收视达到罕见的6.566%，再次刷新了浙江卫视的最高收视记录及近十年全国卫视综艺节目最高收视纪录。在两档王牌节目的带动下，浙江卫视年度全天平均收视率创下历史新高，排名升至省级卫视第二。
2016年初，浙江卫视将当年确定为“原创元年”，首次采取“叠播编排”，在周五黄金档连续播出真人秀《王牌对王牌》及《二十四小时》，上半年有12档综艺节目收视破1%，以0.338%的全天平均收视率首度成为全国省级卫视城市网半年收视冠军。8月2日，浙江卫视正式落地澳门播出。11月4日，推出音乐竞技真人秀《梦想的声音》，11月11日，从当年起与阿里巴巴集团联合制作每年的“天猫双11狂欢夜”。12月，重启周间晚十点档“星空剧场”。
2017年6月，举办“浙江卫视年中盛典”，8月，开设“中国蓝周播剧场”，以周播剧形式首播电视剧《秦时丽人明月心》。10月，推出演员舞台竞技节目《演员的诞生》。
2018年3月，举办“浙江卫视春季盛典”，8月，推出“中国蓝”十周年特别企划《嗨！蓝朋友》，8月26日，举行“因为有你”中国蓝十周年主题晚会。10月，举办“浙江卫视秋季盛典”，形成“中国蓝超级晚”矩阵。
2019年3月，频道总监王俊离职，加盟阿里巴巴集团。11月10日，推出户外夜景竞技真人秀《追我吧》。11月14日，浙江卫视总编室原主任陶燕涉嫌严重违纪违法，接受纪律审查和监察调查。11月15日，在空缺八个月后，浙江电视台经济生活频道总监林涌调任浙江卫视总监。11月27日，艺人高以翔在录制《追我吧》时意外离世，《追我吧》被永久停播。

### 美好中国时期
2020年5月，浙江卫视在杭州举行“置顶美好”全新战略发布会，官方口号由沿用十二年的“中国蓝”改为“美好中国”，并公布全新愿景“追求美好、歌颂美好、展示美好，传递向上向善向美好的价值观，做中国最有美好感的视媒体”和官方小名“蓝美好”。7月8日，成立由频道节目中心艺人统筹部主任更生领衔的艺人工作室及两大纪录片制作工作室（以史鲁杭领衔的阿鲁工作室、以杨园媛领衔的蔚蓝工作室）。9月22日，浙江卫视节目中心公布了五大工作室集群：由浙江卫视节目中心副主任吴彤领衔的“王牌工作室”、由浙江卫视节目中心主任助理姚译添领衔的“星图工作室”、由浙江卫视节目中心主任助理孙竞领衔的“诗&歌工作室”、战略发展中心团队的“深藏Blue工作室”、陈学武领衔的晚会团队“超级晚工作室”。

## 节目

### 节目播出时段
目前，浙江卫视各时段播出的日常节目内容如下（按播出顺序）：
- 上午时段：重播《新闻深一度》、《浙江新闻联播》、动画片、《经典剧场》（周一至周五）
- 下午时段：《百姓剧场》（周一至周五）、重播社教节目和纪录（专题）片、综艺节目（周六、周日）
- 晚间时段
  - 傍晚时段：播出《新闻深一度》（周一至周六）、《浙江新闻联播》和转播中央电视台《新闻联播》。
  - 黄金时段：每天19：30播出中国蓝剧场（周五、周六播出一集、其余时段播出两集）；每周一至四21:30播出《今日评说》、21:40播出《好戏看浙里》、22:00播出中国蓝周播剧场（两集连播）；每周五至日首播综艺节目。
- 凌晨时段：重播综艺节目，之后重播《新闻深一度》、社教节目和纪录（专题）片。

此外，浙江卫视也会于每周一至五的上午播出动画片，以方便儿童观众观看，同时符合广电总局发布的上星综合频道必须一周安排一档少儿类栏目时段的要求。每逢寒假、暑假期间，频道会特别安排，在此期间会增加动画片的播出量。
2017年10月1日，为贯彻落实《中华人民共和国国歌法》相关规定，浙江卫视亦会在国庆节、国际劳动节等重要的国家法定节日、纪念日期间须在上午10点整播放国歌，国歌片带与央视播放版本一致。自2019年5月1日起，浙江卫视播放国歌的时间改为每天早上7时。

### 新聞資訊節目
浙江卫视現階段常規的新聞資訊節目包括《浙江新闻联播》、《今日聚焦》、《新闻深一度》、《今日评说》。曾经播出过的节目包括《新闻超视》、《寻找王》、《新闻直通车》（由原《寻找王》改版而来，最初在傍晚时段播出，后改为早间时段播出）、《午间新闻快报》、《今日证券》等。目前，浙江卫视各档新聞資訊節目均由浙江广电集团融媒体新闻中心（2020年前为浙江卫视新闻中心）制作。
在突发、重大事件发生期间（例如登陆浙江，影响和破坏力较大的台风、浙江地区发生的灾害性天气，汶川地震发生后也曾直播），浙江卫视会切断原先播出的节目，以特别直播报道时段代替。2020年至2022年2019冠状病毒病“乙类甲管”疫情防控期间，如当日有疫情防控新闻发布会，浙江卫视亦会安排直播。
此外，浙江卫视也会于每周三晚播出娱乐新闻节目《好看中国蓝》（后改名《好戏看浙里》）。

### 电视剧
浙江卫视播出的电视剧涵盖各个题材，均为国产剧。此前浙江卫视也曾播出韓劇和港劇，现已不再播出。
目前，浙江卫视有四個主要的电视剧播出時段，分別為《经典剧场》（周一至周五上午时段）、《百姓剧场》（周一至周五下午时段）、《中国蓝剧场》（每天黄金时段）和《中国蓝周播剧场》（每周一至四晚间时段）。其中《经典剧场》时段為近期浙江卫视《中国蓝剧场》播過的电视剧；《百姓剧场》时段為之前在黄金时段播過的电视剧；《中国蓝剧场》为日播首播剧播出时段，现周日至周五播出两集，周六播出一集；《中国蓝周播剧场》为周播首播剧播出时段，每周一至四播出两集。曾经设置的电视剧播出时段还包括《假日剧场》（周末白天时段），现已取消。

### 综艺节目
自浙江卫视2008年提出“中国蓝”概念后，浙江卫视综艺节目大幅增加，制作出一系列膾炙人口的娛樂與綜藝節目。著名的节目包括《奔跑吧》（原为《奔跑吧兄弟》，后因「限韓令」而改名）、《中国好声音》（已停播）、《我爱记歌词》（已停播）、《我是大评委》（已停播）、《爱唱才会赢》（已停播）、《关我最棒》（已停播）、《爸爸回来了》（已停播）、《中国梦想秀》、《高能少年团》、《我就是演员》（已停播）、《无限超越班》、《梦想的声音》（已停播）、《天赐的声音》、《二十四小时》（已停播）、《王牌對王牌》、《周游记》等。现综艺节目播出时段繁多，其中周五、周六晚间时段播出的均为首播节目，周日至周四晚间时段播出的大部分为重播节目，有时会播出首播节目，此前曾推出“921节目带”，现已取消。在白天时段，浙江卫视也会重播综艺节目。
浙江卫视的综艺节目，大部分都是五个字（不过某些节目除外，例如《来吧冠军》）。为配合广电总局要求，从2016年起，浙江卫视开始增加原创综艺节目的比重。

### 社教节目
目前浙江卫视播出中的社教节目仅有一档，为党建类节目《时代先锋》。此前曾播出的社教节目包括《爱心浙江》、《母爱总动员》等。

### 文化节目
浙江卫视现正在播出《还有诗和远方》，在深夜时段也会安排重播。主要文化节目包括《华少爱读书》、《还有诗和远方》、《丹青中国心》、《戏剧中国心》等。

### 纪录片和专题片
浙江卫视会自制一系列纪录片和专题片，如《西湖》、《江南》系列、《南宋》等，也曾设立专门的播出时段《人文深呼吸》（现已取消）。现纪录（专题）片首播时间通常安排于晚间黄金时段，在深夜时段会安排重播。
此外，浙江卫视也会根据广电总局的要求，播出“中国梦”主题纪录片。

### 大型活动
曾在每年12月31日，浙江卫视会现场直播跨年晚会，但从2016-2017间年底开始，改为12月30日举行“领跑20XX”晚会现场直播；此外，每年10月举行中国（浙江）电视观众节期间，浙江卫视也会播出特别节目。

### 王牌节目

#### 《中国好声音》
《中国好声音》，是浙江卫视在2012年7月开播的音乐真人秀节目，源于荷兰节目《荷兰之声》，由那英、庾澄庆、杨坤、刘欢、汪峰、张惠妹、齐秦、周杰倫担任评委以及导师。《The Voice》以「真声音、真音乐」为口号，因其独特创新的节目模式迅速风靡全球，选择最具实力和潜质的选手进行后续比拼，延续《The Voice》一贯风格，以正面、励志的态度去选拨最佳歌唱家，所到各国均赢得了最炙手可热的音乐巨星青睐和参与，并获得很高的收视纪录。因版权问题以原创的《中国新歌声》取代 ,由那英、庾澄庆、汪峰、周杰倫 、刘欢、陳奕迅 担任评委以及导师。该节目自2018年起改回《中国好声音》 ,由庾澄庆、周杰倫、 謝霆鋒、李健、那英、王力宏、李荣浩、李宇春、李克勤、廖昌永、梁静茹、李玟、周华健、潘玮柏、薛之谦、刘宪华担任评委以及导师。《中国好声音》有七位冠军导师，那英、张惠妹、汪峰、刘欢、李健、李荣浩和李克勤。除导师外，2021季度有导师助教，邀请了张碧晨、吉克隽逸、黄霄云、吴莫愁；2022季度有青春导师，邀请了黄霄云、希林娜依·高，邀请了劉德華为好声音见证人。
节目前身是2012年开播的《中国好声音》。《新歌声》第一季原为《好声音》第五季，但由唐德影视拿到第五季版权，所以，灿星公司无法继续以《中国好声音》为名继续制作第五季（目前Talpa終止「The Voice of China」在中國地區的授權合作），于2016年7月15日起在中国浙江卫视开播。
《中国好声音》因2016年1月20日，唐德影视发出公告，称其与研发《The Voice》系列节目模式的荷兰Talpa公司签署了合作意向书，Talpa公司向唐德影视授予《好声音》的相关权利并向后者提供相关服务。1月21日，《中国好声音》制作方灿星制作向唐德影视发出律师函，要求停止侵权行为。1月27日，Talpa公司称，因双方合约在2016年1月8日终止，并未续约，因此Talpa公司要求禁止灿星继续制作及播放《中国好声音》第五季节目。此后灿星制作不服，通过多个新媒体渠道斥责Talpa的违约行为。另据灿星制作的说法，该公司持有《The Voice》节目模式的“独家续约权”，至2018年失效。而灿星制作还发表声明表示，《中国好声音》的中文品牌属灿星制作与浙江卫视共同拥有，Talpa公司无权授权任何一方制作名为《中国好声音》的节目，并表示在遵守国际惯例的前提下，与Talpa公司重启续约谈判。若违背国际惯例，坚持单方面撕毁合约，则灿星会力争制作出“自主研发及原创模式”的《中国好声音》2017年2月，香港国际仲裁中心作出最终裁定，荷兰Talpa公司赢得了授权协议中定义的包括中文节目名“中国好声音”在内的所有智慧财产权专属性权利，12月6日，荷蘭Talpa在官方網站發布公告，宣布此後唐德無權再在大中華地區內製作「The Voice of China」節目，同時Talpa也決定放棄索賠，終止「The Voice of China」在中國地區的授權合作。
《中国新歌声》第一季由法兰琳卡冠名（在马来西亚由OPPO冠名，但开播时把主持人说的“法兰琳卡”口播消音；在台湾由御龙在天冠名和喉力爽爽喉軟糖冠名，开播时则把大陆冠名商出现的画面打马赛克，以及把主持人的口播剪掉），第二季由OPPO冠名（在马来西亚仍是OPPO冠名，只是马来西亚的OPPO最新款式和中国版本的OPPO最新款式不同；在香港由OGAWA按摩椅冠名，台灣由美麗日記冠名，开播时则把大陆冠名商出现的画面打马赛克，以及把主持人的口播剪掉。）
节目最大的特点是盲選將原本的轉椅改成全新設計的滑梯，并引进全新舞美灯光和中国音响设备。《中国新歌聲》以“给你舞台，给你麦”为口号。导师那英曾经是当地综艺节目荷蘭版《中国好声音》的三季冠军导师。选择最具实力和潜质的选手进行后续比拼，《新歌声》以正面、励志的态度去选拨最佳歌唱家，均赢得了最炙手可热的音乐巨星青睐和参与，并获得很高的收视与华人地区的关注度。
第一季于2016年7月15日首播，并获得同时段收视冠军，在嘉兴体育馆开机录制，主持人为李咏（正赛和特备节目，总决赛除外）、伊一（特备节目和总决赛）和华少（仅总决赛），导师分别是庾澄庆、那英、汪峰、周杰伦。该季于2016年10月7日结束。
第二季于2017年7月14日首播，在浙江国际影视中心正式录制，主持人为华少（仅正赛）、沈涛（仅特备节目）和伊一（特备节目和总决赛），导师分别是陈奕迅、周杰伦、那英、刘欢，第二季的赛制跟第一季有不同，引入了名为“魔鬼六次方循环大逃杀”的全新赛制，采两两导师对战方式进行，各导师的战队也有自己的战旗。该季于2017年10月8日结束。
《中国新歌声》有两位冠军导师，汪峰和刘欢。
除导师外，第一季有助阵导师，邀请了费玉清、蔡健雅、郎朗和范晓萱；第二季有助唱嘉宾，邀请了梁博、周深、张碧晨、张磊、李荣浩、杨千嬅、黄韵玲、魏如萱、曹杨、庾澄庆、张杰和谭维维。

#### 《奔跑吧兄弟》《奔跑吧》
《奔跑吧兄弟》是浙江衛視与韩國SBS电視台联合制作的真人秀节目，原版為SBS电視台的《Running Man》。由七位班底主持人主持，分別有：鄧超、李晨、陳赫、鄭愷、楊穎（Angelababy）、王祖藍、鹿晗。原本分别参与第一、二季的王寶強、包貝爾已退出。《奔跑吧兄弟》的游戏设定为成员与嘉宾先前往各个任务地点进行前期任务，由胜出的队伍或个人获得对最终任务有利之提示或权力，最后在最终任务地点完成最终任务。而游戏中最精彩的部分就属紧张刺激的“撕名牌”环节。
本節目因限韓令影響，正式變更為全新節目《奔跑吧》（Keep Running）。由八位班底主持人主持，分別有：李晨、鄭愷、宋雨琦、沙溢、白鹿、周深、范丞丞、张真源。原本分别参与第五季、第六季、第七季、第八季、第九季、第十季和第十一季的迪麗熱巴、鄧超、陳赫、王祖藍、鹿晗、王彥霖、朱亚文、黃旭熙、郭麒麟、林一、蔡徐坤、楊穎（Angelababy）已退出。

## 频道文化

### 台标
浙江卫视的台标原意为“水乡”，一个蓝色的圆角矩形，其中中间有一个白色字母“Z”，像钱塘江入海的样子，台标整体寓意浙江是水乡。因应台标嵌入图案像个随和手写的“2”字，故网友亦会将其称为“二台”。
1994年1月1日前，浙江卫视台标为旧台标下加ZTV-1，1994年1月1日上星以后，台标才改为现今所用的新台标，最初为右边加ZTV-1，2001年1月1日使用没有任何标注的台标。2005年9月5日，频道画面右下角加上“浙江卫视”字样（使用与浙江广播电视集团一样的字体）。2008年1月1日，该台标改为现在至今使用的台标，即台标及右侧加上“浙江卫视”字样。
对于高清版的频道，其画面右上角有“高清”字样，起初使用与浙江卫视字样一样的字体，之后更换了字体，后调整至右下角（为避免《中国好声音》等节目角标遮挡）。之后一段时间高清版频道的“高清”字样放置于画面右下角，使用的字体与浙江卫视字样相同。现在浙江卫视“高清”字样已经恢复右上角显示，但是很淡，不过在《中国新歌声》播出期间，“高清”字样往左边挪动以避免和角标遮挡，此后浙江卫视取消逢正、半点的报时器显示。2018年9月12日，浙江卫视采用标清16:9播出，台标仍维持4：3比例。
从2012年4月13日起，因迎合《中国梦想秀》第三季开播，浙江卫视除新闻时段外，台标呈动态化，每隔几分钟台标右边的文字“浙江卫视”就会和“第一梦想频道”相互循环切换，一直到2013年开始停用，恢复静态台标。

### 口号
| 年份   | 标语                                | 使用周期                   |
| ------ | ----------------------------------- | -------------------------- |
| 2004年 | 活力打动中国，浙江卫视              | 整年                       |
| 2005年 | 活力打动中国，浙江卫视              | 整年                       |
| 2006年 | 风行天下，浙江卫视                  | 整年                       |
| 2007年 | 风行天下，浙江卫视                  | 整年                       |
| 2008年 | 浙江卫视，中国蓝                    | 整年                       |
| 2009年 | 浙江卫视，中国蓝                    | 整年                       |
| 2010年 | 浙江卫视，中国蓝                    | 整年                       |
| 2011年 | 浙江卫视，中国蓝 第一梦想频道       | 整年                       |
| 2012年 | 浙江卫视，中国蓝 第一梦想频道       | 整年                       |
| 2013年 | 浙江卫视，中国蓝 中国蓝，助力中国梦 | 整年                       |
| 2014年 | 浙江卫视，中国蓝 中国蓝，助力中国梦 | 整年                       |
| 2015年 | 奔跑吧，中国蓝                      | 整年                       |
| 2016年 | 浙江卫视，中国蓝 向梦飞奔绽放美     | 整年                       |
| 2017年 | 浙江卫视，中国蓝 有梦，就是王牌     | 2017年春节后至2018年春节前 |
| 2018年 | 浙江卫视，中国蓝                    | 2018年春节后至2019年春节前 |
| 2019年 | 浙江卫视，中国蓝 奔跑不息，逐梦不停 | 2019年春节后至2020年春节前 |
| 2020年 | 浙江卫视，中国蓝 且将热爱赋新年     | 2020年春节后至2020年8月    |
| 2020年 | 浙江卫视，美好中国                  | 2020年8月                  |
| 2021年 | 浙江卫视，美好中国 百年风华正美好   | 2021年5月                  |

## 频道声
浙江卫视的频道形象声音代言人是何雁南，俗称“青龙哥雁南”，曾配音过《我爱记歌词》、《中国梦想秀》、《中国好声音》、《奔跑吧》节目等大型节目旁白。

## 主播、主持人
- 华少
- 伊一
- 陈欢
- 沈涛
- 朱亚丽
- 池长庚
- 林杰妮
- 罗希
- 费沁雯
- 王利
- 贺传

### 新闻中心
- 徐千惠
- 席文
- 高源
- 秦原
- 王帅
- 郝艺然
- 李欣燃
- 章敏
- 江皓
- 许婷
- 张宪一
- 何敏
- 付琳
- 李欣燃
- 施跃昇

## 境外播放

### 香港
由于晚间时段“中国蓝剧场”以及一些周播综艺节目（《中国新歌声》及領跑20XX演唱會除外）仅享有在中国大陆地区的首映权（通常在每天19:30-23:00之間），故在香港now TV、香港有线电视平台会在《新闻联播》结束后一瞬间立马屏蔽，并使用动画提示覆盖香港now TV555频道（浙江卫视）中国蓝剧场开始屏蔽过程。而《中国新歌声》由于nowTV购买了香港特区同步转播权，故在收费平台当中的now宽频电视555频道、香港有线电视35频道传送的浙江卫视的该时段综艺节目则未受影响，而且《領跑20XX演唱會》（全球直播）则会照常同時直播。
而在《中国新歌声》第二季首播期间，香港免费数码广播电视频道ViuTVsix则会期间同步或延迟几分钟的转播（冠军赛改由ViuTV转播），期间原信号台标、右上角角标和底侧跑马部分均被ViuTV自家角标覆盖（在第三、四季《中国好声音》由now香港台同步转播，亦是同样处理方式）。在首播期间，ViuTVsix会在右上角台标底侧标注“LIVE FEED”字样（意思是同步直播，实际上在浙江卫视的首播则是录播节目），而最后一场冠军赛的由于是现场直播（实际上和鸟巢现场延时直播90分钟不等），且香港改为ViuTV转播，故右上角台标底侧则标注“现场直播”字样。而所有期数的重播平台在次日24点ViuTV重播的，台标底侧则不标注任何字样。

### 新马地区
浙江卫视在新马地区与Astro和星和电信达成战略合作，目前浙江卫视大多综艺节目都会通过Astro QJ、HUB都会台双平台同步播出和延后播出。

## 收視率
| 年份 | 全天收视率（4岁以上人群） | 市場份額 | 省級衛視排名 | 上星频道排名（含央视） | 來源  |
| ---- | ------------------------- | -------- | ------------ | ---------------------- | ----- |
| 2006 | 0.093                     | 0.716    | 9            | 20                     | CSM35 |
| 2007 | 0.1                       | 0.83     | 9            |                        | CSM35 |
| 2008 |                           |          |              |                        |       |
| 2009 | 0.281                     | 2.145    | 3            |                        | CSM23 |
| 2010 | 0.272                     | 2.14     | 3            |                        | CSM34 |
| 2011 | 0.261                     | 2.112    | 3            |                        | CSM39 |
| 2012 | 0.293                     | 2.324    | 3            |                        | CSM44 |
| 2013 | 0.275                     | 3.261    | 3            |                        | CSM46 |
| 2014 | 0.272                     | 2.287    | 3            |                        | CSM50 |
| 2015 | 0.313                     | 2.716    | 2            | 6                      | CSM50 |
| 2016 | 0.297                     | 2.652    | 2            |                        | CSM52 |
| 2017 | 0.248                     | 2.460    | 3            | 9                      | CSM52 |
| 2018 | 0.209                     | 2.25     | 4            |                        | CSM52 |
| 2019 | 0.232                     | 2.632    | 2            | 6                      | CSM55 |
| 2020 | 0.33                      | 2.97     | 3            |                        | CSM59 |
| 2021 | 0.40                      | 3.91     | 1            |                        | CSM63 |
| 2022 | 0.235                     | 3.019    | 1            | 5                      | CSM63 |

## 争议事件

### 中国梦
浙江卫视时任创意总监周立波曾在其《中国梦想秀》节目中提出的“中国梦”口号，后被中共中央总书记习近平借用为治国口号。浙江广电局事后宣传认为并非其创意被习近平盗用，而是浙江卫视周立波与党中央保持高度一致。

### 播出故障
于2018年1月13日21时41分，浙江卫视在播出《好看中国蓝之演员十二强》过程中，突然卡顿画面5秒钟，随后切入了浙江风光片，之后突然安排重播上期的《演员的诞生》节目，引起了观众热议。之后，浙江卫视官方微博声明致歉，表示因播出设备故障导致临近结束前1分50秒无法正常收看，之后该节目于次日0时50分和8时55分重新播出。而在此前浙江电视台广告部的通知当中，浙江卫视当天的晚间编排就是播出《好看中国蓝之演员十二强》和综艺复播（即上期的《演员的诞生》），并于1月20日晚播出《演员的诞生》总决赛。

### 录制事故

#### 2013年《中国星跳跃》人员伤亡
2013年4月20日下午，浙江卫视官方微博发布消息称，19日晚《中国星跳跃》的训练基地，参赛选手释小龙一名随行人员不慎意外溺水，抢救无效死亡。可能会导致“节目停播”或提前结束；最终节目播放两期后停播到5月才恢复播出。

#### 2019年《追我吧》人员伤亡
2019年11月27日，艺人高以翔在录制真人實境秀節目《追我吧》过程中突然晕厥，经抢救无效离世；男團「UNINE」成員李汶翰也在同一天錄影時腳踝嚴重扭傷；由于节目所带来的问题危及人身安全，该节目已暫停所有拍攝。
11月29日，宣布停播《追我吧》；高以翔的粉丝向浙江卫视及該節目組提出「六大訴求」。
12月5日，宣布永久停播《追我吧》；總監林湧接受錢江晚報「小時新聞」專訪，公布當天事發經過。

### 误报新闻
2021年3月23日，原本是中国足协发布2021赛季三级联赛（中超、中甲、中乙）参赛资格名单的日子，但当天因故未能发布。结果当天浙江卫视午间新闻节目《正午播报》抢先发布了“浙江职业足球俱乐部重返中超”的消息。3月29日，三级联赛资格名单发布，原本被认为难逃解散命运的天津津门虎“起死回生”，只有江苏队未能获得参赛资格。按照规定，浙江队因排名靠后，未能即时重返中超。

### 抄袭《星辰大海》MV
据2021年5月20日消息，当日，某卫视推出“520特别版星辰大海”MV，令我们震惊。电影频道于2019年推出“星辰大海青年演员优选计划”并于2020年1月1日发布宣传片《星辰大海》，发布时间相差一年半的两则视频从创意、形式、布景乃至分镜都惊人一致。
“星辰大海”本是寓意美好未来，但抄袭、复制只会带来倒退。对此，我们提出严正抗议，并保留采取法律手段维护合法利益的权利。我们由衷呼吁各方树立版权意识、尊重原创，共同保护创作环境。
据澎湃新闻，5月20日下午，浙江卫视总监林涌表示，已注意到电影频道声明，目前浙江卫视团队经过初步判断，认为此事存在误解，正在与央视电影频道进行沟通。
林涌表示，收到相关反馈后，团队在B站上找到了电影频道一年半前所发布的《星辰大海》视频，他也建议记者将电影频道的视频和浙江卫视的MV进行对比观看。“都是同行，我们初步认为，这件事是存在误解的，正抓紧与对方（央视电影频道）进行沟通。”

### 新闻节目字幕出错
2021年10月2日，浙江卫视《周末面孔》节目播出到小米科技创始人雷军在世界互联网大会发表演讲时，字幕介绍姓名条显示其为“周鸿祎 小米科技创始人 董事长”。翌日中午，浙江广电集团融媒体新闻中心负责人表示栏目组已第一时间撤片、改正。

### 传出包养浙江广电7位主持人
2021年10月29日，有网友称“浙江一39岁富豪周某被捕，一份包养名单流传出来，其中包括浙江卫视的7位女主持人，组成七仙女，都是年轻漂亮，气质很好，事业发展正当红。据说有关部门要求她们全额退还周某所给予的财产和资金，有数千万。”
浙江卫视29日晚针对网上出现的浙江广电集团主持人有关传闻在其官方微博发布声明，声明称公安机关已受理相关主持人报警，经集团内部自查和公安机关调查，网传“包养浙江广电七个主持人”内容系杜撰。

### 李玟現場指控中國好聲音賽制不公遭羞辱事件
2022年9月28日，微博流傳一段中國好聲音節目錄製現場的影片，在影片中，擔任導師的歌手李玟動怒質疑「為什麼73分的有第2次機會，88.3的沒有第2次機會，導演可以解釋一下嗎？」為其戰隊中遭到淘汰的選手周菲戈打抱不平，直指節目賽制不公；當晚李玟在微博上發文表示，「經過導演組的耐心解釋與溝通，一切誤會都解除」。然而在該年度節目結束後，李玟旋即刪除其微博上所有與中國好聲音相關之貼文，且隔年流出之錄音指出該則聲稱「誤會解除」之文章係受中國好聲音節目組之要脅所發布。
2023年8月17日，已故歌手李玟生前的三段錄音曝光，哭訴自己是因喜歡中國好聲音這個節目，希望能夠幫助更多熱愛音樂的年輕人追求夢想，才不顧醫生的勸阻，「命都不要了」拖著當時已罹患乳癌的病體擔任2022中國好聲音導師，堅持參與節目的錄製，「沒想到原來他們都是一堆壞人，去整我」，因其曾於錄製現場公開質疑該節目賽制不公，而遭到節目組的惡意欺負與侮辱，包含大量刪減李玟鏡頭、導演助理動手拉扯李玟衣服並強迫其離開現場否則呼叫保安、威脅李玟發微博替節目澄清否則不予以李玟戰隊某學員再次登場之機會，以及導演組在明知李玟腿部有舊疾，且李玟方已於錄製前提供X光片溝通協調演出時需要有學員陪伴在側之情況下，仍將該學員引導至遠離李玟處，致李玟最終摔倒在地，其腿部舊疾因而更加嚴重，「我現在跳舞都不可以，跳舞是讓我最快樂的，我不可以了」。 
對此，中國好聲音同日晚間於微博回應表示，該錄音是經惡意剪輯，「是對逝者不尊重，也嚴重損害節目形象，我方表示強烈譴責」，並將「不再對此事過多解釋」，同時開啟微博精選評論功能，亦即該則貼文下方之留言需經過博主審查通過後方得顯示。
8月25日，浙江衛視官方微博宣布本節目暫停播出。受此影响，星空华文的股价一路下挫，当日跌至54.85元港币，总市值从8月17日收盘时的494亿港元缩水至232亿港元。

### 《武林外传》指控侵权
2023年8月27日，电视剧《武林外传》官方微博发布声明，称浙江卫视综艺节目《我们的客栈》和《王牌对王牌》在未获得任何官方授权的前提下，使用大量改编自《武林外传》的版权元素用于节目改编，指控其故意侵权。